# Damjan Pešan

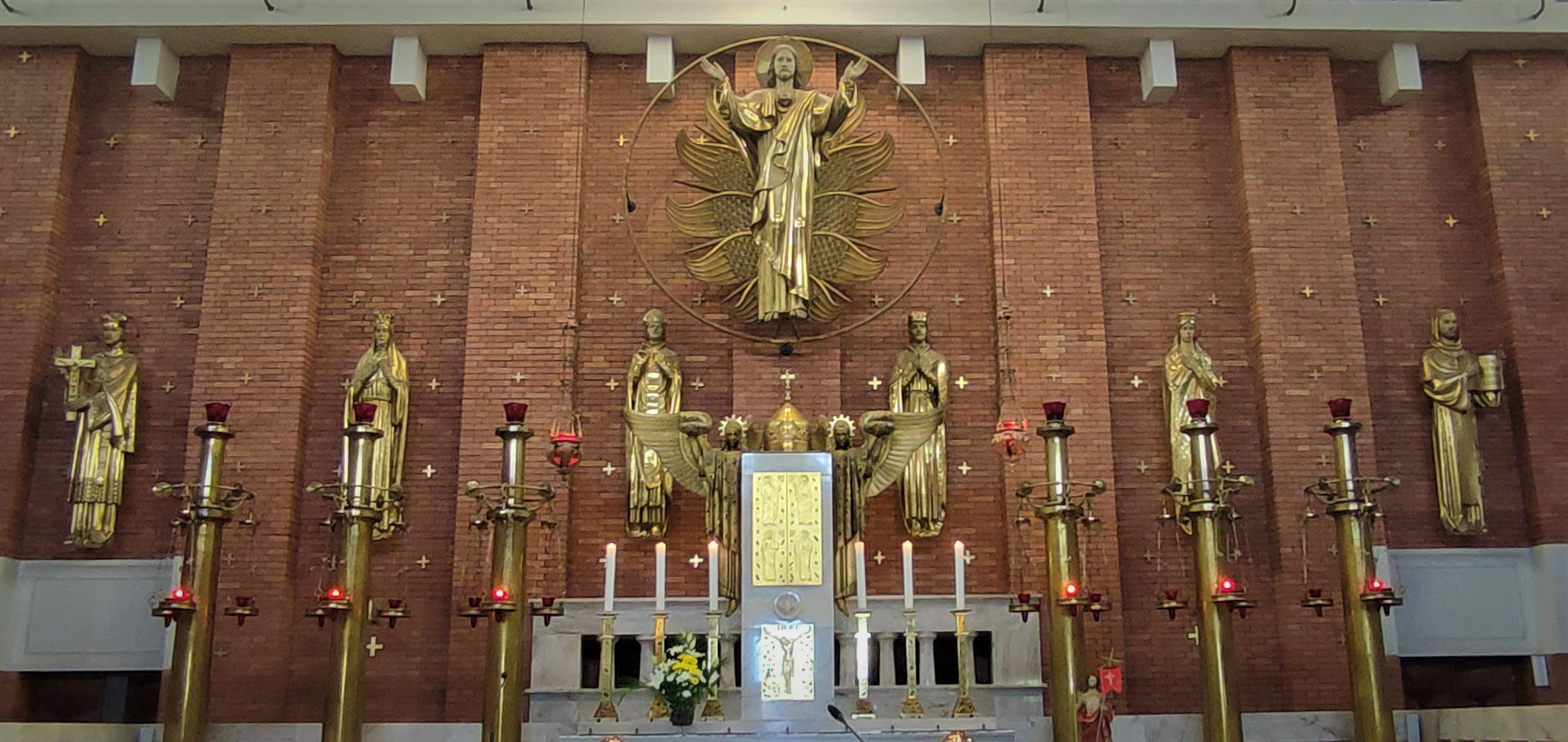
Oltář kostela Nejsv. Srdce Páně v Praze na Vinohradech

Damjan Pešan, častěji Damian Pešan (6. října 1887, Praha – 8. dubna 1975 Praha) byl český sochař, řezbář, loutkař a pedagog.

## Život a dílo
Narodil se v Praze Holešovicích jako nejstarší ze 6 synů ševce a později dělníka Eduarda Pešana a jeho manželky Julie, rozené Štorkové. Od dětství tíhl k výtvarnému projevu, stejně jako jeho bratr František Pešan (1892), který se stal kovorytcem.
Umělecké vzdělání získal na Uměleckoprůmyslové škole v Praze v letech (1908 až 1914 a 1920 až 1923) pod vedením Emanuela Nováka, Jana Kastnera, Celestýna (Celdy) Kloučka a Josefa Drahoňovského a pracoval také pod vedením slovinského architekta Jožeho Plečnika. To vše bylo důležitým vkladem do jeho umělecké kariéry.
V areálu Pražského hradu vytvořil roku 1923 obelisk na Moravské baště, sochu na brance do alpinia a na přelomu 20. a 30. let 20. století bronzové plastiky dvou býků nesoucích baldachýn na tzv. Býčím schodišti.
V roce 1932 zpracoval ve dřevě postavy Krista a šesti českých patronů nad hlavní oltář Plečnikova kostela Nejsvětějšího srdce Páně na pražských Vinohradech, a pro týž chrám soupravu liturgických předmětů. Kromě toho vytvořil na Pražském hradě několik dalších soch a podílel se svou tvorbou i na interiéru bytu T. G. Masaryka.
Ze druhé poloviny 30. let jsou doloženy jeho řezbářské práce (Madona pro rybáře, Busta malíře Otakara Štáfla, Dívčí akt, Ležící žena). Od 30. let pracoval také na loutkách a vyučoval v Praze na Státní ústřední škole bytového průmyslu, kde vedl i po druhé světové válce řezbářské oddělení.
V poválečné tvorbě vytvořil Pomník padlým barikádníkům a vynikly také jeho pískovcové reliéfy na veřejných budovách v Ostravě. Vysoká škola báňská – Technická univerzita Ostrava vystavuje v rámci svého Univerzitního muzea dílo Damjana Pešana s názvem "Předávání zkušeností".
Manželkou Damjana Pešana byla Vlasta Pešanová (rozená Dohnalová).